# Amplitude Studios
Amplitude Studios è un'azienda francese dedita allo sviluppo di videogiochi con sede nella città di Parigi, fondata nel 2011 da Mathieu Girard.

## Videogiochi
| Anno | Titolo                        | Piattaforme                         | Editore |
| ---- | ----------------------------- | ----------------------------------- | ------- |
| 2012 | Endless Space                 | Windows, macOS                      | Iceberg |
| 2014 | Endless Legend                | Windows, macOS                      | Iceberg |
| 2014 | Dungeon of the Endless        | Windows, macOS                      | Iceberg |
| 2017 | Endless Space 2               | Windows, macOS                      | SEGA    |
| 2019 | Love Thyself: A Horatio Story | Windows, macOS                      | SEGA    |
| 2021 | Humankind                     | Windows, macOS                      | SEGA    |
| 2023 | Endless Dungeon               | Windows, PlayStation 5, Xbox Series | SEGA    |

## Premi
L'azienda è stata finalista al premio di "miglior studio indipendente" nel 2015.